# 石凹口觀音岩摩崖造像
石凹口觀音岩摩崖造像位於四川省廣安市廣安區，文物遺址年代判定為清至民國。2012年7月16日公佈為第八批四川省文物保護單位。
石凹口觀音岩摩崖造像位於四川省廣安市廣安區肖溪鎮橋樑村，開鑿於清乾隆四十三年至民國十三年(1778年-1924年），有造像12龕，石刻6幅。造像內容有藥王菩薩、牛王菩薩、送子娘娘、觀音菩薩各一尊，其他為官人打扮；石刻內容有“福果無量”、“靈祖碑刻”、“牛王碑記”、“同結善緣”等，該摩崖造像及石刻為研究該區域清代以來的宗教藝術、石刻藝術提供了寶貴的實物材料。1986年，石凹口觀音岩摩崖造像被廣安縣人民政府公佈為縣級文物保護單位。